# NS-monumentet
El NS-monumentet (Nasjonal Samling) fue un obelisco noruego de 9 metros de alto hecho de cuarcita de Vågå. Fue erigido en Stiklestad en el condado de Nord-Trøndelag en 1944 e inaugurado por el ministro-presidente colaboracionista Vidkun Quisling. El monumento al NS tomó el lugar del monumento del Olav que fue erigido en 1807 en memoria de Olav Haraldsson, que más tarde se convirtió en el rey Olaf II de Noruega y recibió el epíteto de Olaf II el Santo.

## Historia
El monumento fue creado por el escultor Wilhelm Rasmussen (1879-1965) y fue diseñado con un obelisco en el centro, rodeado por una escalera que consta de 39 pasos. La instalación lleva el logotipo de la cruz solar de la Nasjonal Samling (NS),  una organización nazi, con imágenes de escenas de la batalla de Stiklestad en estilo vikingo nacionalista y estrofas del poema de Per Sivle dedicado a Tord Foleson, portaestandarte real.
El monumento al NS fue derribado y enterrado y el monumento del Olav regresó inmediatamente después de la Segunda Guerra Mundial.
En diciembre de 2007 el Centro Nacional de Cultura Stiklestad argumentó que el monumento debía hacerse visible como un monumento a esta parte de la historia de la guerra.